# Yechan
Kim Yechan (en coreano: 김예찬; Gunsan, Jeolla del Norte, Corea del Sur, 26 de noviembre de 1995), más conocida como Yechan es una cantante surcoreana. Es conocida por ser la vocalista principal de PinkFantasy y haber sido parte de la agrupación Awe5omeBaby, bajo esta misma posición.

## Vida y carrera

### 2012-2015: Predebut
Antes de debutar como idol, Yechan ganó 2 galardones en la categoría "Gran Premio" (Daesang o 대상 en coreano) en 2012, en los festivales juveniles "Korea Youth Music Festival" y "Gunsan Youth Song Festival".

### 2015-2016: Awe5omeBaby
El 11 de junio de 2015, se lanzó una OST llamada "아는 사람" para el web-drama homónimo, interpretada solamente por Yechan.
El 15 de junio de 2015, debutó como miembro del grupo beatpella "Awe5omeBaby" con la canción "Why Should I?", siendo la vocalista principal de este.
Sin embargo, después de un año, el grupo se disolvió el 4 de diciembre de 2016.

### 2018-actualidad: PinkFantasy
El 17 de octubre de 2018 fue anunciada como miembro de PinkFantasy, donde debutó el 24 de octubre del mismo año con el sencillo "Iriwa". Actualmente continúa activa en dicho girlgroup y ha sido parte de todos los lanzamientos grupales. 
Además ha participado de la subunidad PinkFantasy MDD. 
Asimismo, ha sido acreditada en varias canciones de la discografía del grupo como una de las encargadas de la voz de apoyo (corista) en las versiones de estudio de estas.
El 31 de octubre de 2021 fue lanzada "Rain (아내의 기억)", la primera canción solista de Yechan como parte de PinkFantasy, pista 2 del álbum OST del grupo "기기괴괴 (Tales of the Unusual)" para el webtoon del mismo nombre.
El 14 de enero de 2022 se lanzó "시간의 멜로디 (It Was You)", una canción dentro del álbum "Once Again (Original Soundtrack)" junto a varios artistas más, entre ellos Seunghee de CLC, formando así la banda sonora para el audio-drama "Once Again" de la plataforma DalVoice.

## Discografía

### Solista
- 아는 사람 - "아는 사람" OST (2015)
- It Was You - Once Again (Original Soundtrack) - EP (2022)

### Awe5omeBaby
- Why Should I? (2015)

### PinkFantasy
- Iriwa - Single (2018)

- Fantasy - Single (2019)
- Playing House - Single (2019)
- Not Beautiful - Single (2019)
- Lemon Candy - Single (2021)
- Alice in Wonderland - EP (2021)
- 기기괴괴 (Tales of The Unusual) - EP (2021)
- Merry Fantasy - Single (2021)
- Luv Is True (Luv.i.t) - Single (2022)

| Año  | Canción                         | Artista            | Crédito            |
| ---- | ------------------------------- | ------------------ | ------------------ |
| 2018 | Iriwa                           | PinkFantasy        | Corista            |
| 2019 | 12 o'clock                      | PinkFantasy SHY    | Corista            |
| 2019 | Fantasy                         | PinkFantasy        | Corista            |
| 2020 | Shadow Play                     | PinkFantasy Shadow | Corista            |
| 2021 | Poison                          | PinkFantasy        | Corista            |
| 2021 | 기기괴괴 (Tales of the Unusual) | PinkFantasy        | Letrista y corista |

## Premios y nominaciones
| Año  | Premiación                 | Categoría   | Nominada por                         | Resultado | Ref.  |
| ---- | -------------------------- | ----------- | ------------------------------------ | --------- | ----- |
| 2012 | Korea Youth Music Festival | Gran Premio | -                                    | Ganadora  |       |
| 2012 | Gunsan Youth Song Festival | Gran Premio | Interpretación de "Lost Child" de IU | Ganadora  | [ 4 ] |